# Bada Malhera
Bada Malhera è una suddivisione dell'India, classificata come nagar panchayat, di 15.042 abitanti, situata nel distretto di Chhatarpur, nello stato federato del Madhya Pradesh. In base al numero di abitanti la città rientra nella classe IV (da 10.000 a 19.999 persone).

## Geografia fisica
La città è situata a 24° 36' 07 N e 79° 19' 53 E.

## Società

### Evoluzione demografica
Al censimento del 2001 la popolazione di Bada Malhera assommava a 15.042 persone, delle quali 7.947 maschi e 7.095 femmine. I bambini di età inferiore o uguale ai sei anni assommavano a 2.740, dei quali 1.423 maschi e 1.317 femmine. Infine, coloro che erano in grado di saper almeno leggere e scrivere erano 8.491, dei quali 5.150 maschi e 3.341 femmine.